# Халафова, Нармин Ильгар кызы
Нармин Ильгар кызы Халафова (азерб. Nərmin İlqar qızı Xələfova; род. 1 декабря 1994, Баку) — азербайджанская шахматистка, гроссмейстер среди женщин (2017).

## Биография
Нармин Халафова родилась 1 декабря 1994 года в Баку.
В 2008 году заняла первое место до 14 лет по шахматам среди юношей и девушек в Азербайджан. В 2010 году заняла первое место на V чемпионате Европы по шахматам среди школьников в греческом городе Салоники. В 2013 году стала победительницей Чемпионата Баку среди женщин.
Участвовала в Шахматной олимпиаде 2016 в составе женской сборной Азербайджана.

## Достижения
- 2010 — мастер ФИДЕ среди женщин (WFM).
- 2015 — международный мастер среди женщин (WIM)
- 2017 — гроссмейстер среди женщин (WGM).